# Dama in Casentino
Dama in Casentino, già Ama, toponimo questo di probabile origine etrusca, si trova a 703 m. s.l.m. in Toscana, nel comune di Chiusi della Verna, in provincia di Arezzo.

## Storia
Fin dall'antichità Dama fu un punto di riferimento fisso per tutti i viandanti che dal Casentino andavano in Romagna o nella valle del Tevere. Dagli Etruschi ai Romani, dal Medioevo al secolo scorso fino ai nostri giorni è sempre stato necessario far tappa nel paese di Dama. Da questo villaggio si possono ammirare le bellezze del Casentino: la pianura dell'Arno e tutto il Pratomagno (m.1592 s.l.m.), con sulla cima la grande croce di ferro. Nell'anno 1362, fra le lettere dell'Abate Aleotti, si trova riportato che la chiesa di San Lorenzo faceva parte della giurisdizione dei monaci Cassinesi di Sante Flora e Lucilla di Arezzo, i quali possedevano anche il vicino castello di Sarna. Una strada proveniente da Chitignano, passando per Taena, Rosina, Sarna, Dama e Biforco, si dirigeva verso il passo di Serra e valicava l'Appennino.

## Monumenti e luoghi d'interesse
Nel paese di Dama ci sono gruppetti di case che hanno vari nomi: Casapino (forse perché la prima casa fu costruita da un certo Pino); Fontanino (perché accanto a una piccola fonte); Bozzi (di origine sconosciuta). A circa un chilometro di distanza si trova un altro gruppetto di case, le Casenuove (costruite senza dubbio dopo l'agglomerato di Dama). Oggi il paese si sviluppa su due lati dalla Strada Statale 208 con case e fabbricati costruiti sulla via che conduce alla Verna. Il villaggio di Dama merita una sosta, anche di ristoro, per inoltrarsi lungo le strette stradine che salgono lungo il paese. Nella soglia in pietra di una porta, forse usando un vecchio architrave, vi è scolpita una croce; dettaglio che si trova, ancora come architrave, anche in una casa di Sarna. Molte case del paese sono state ristrutturate, ma fra le case di pietra si notano molti elementi caratteristici. Qualche casa conserva ancora il tipico tetto di lastre, un tempo caratteristica del Casentino. Molto ampia è la piazzetta vicino alla chiesa, chiamata Piazza della Fonte, dove si trova ancora la fontana pubblica e il lavatoio. Le strade che scendono dalla collina sono strette, piegate e scoscese. Si allargano dove incontrano la moderna strada, ai cui lati sorgono gli edifici più recenti. Da notare la costruzione in pietra della scuola, edificata nel 1934 dall'Ente Nazionale di Cultura contro l'Analfabetismo che adesso ospita un esercizio pubblico al piano terreno e la sede dell'Associazione Pro Loco Dama al piano superiore.

## La Chiesa di San Lorenzo
La Chiesa di San Lorenzo a Dama era nel XIV secolo l’unica prioria della Pieve di Chiusi. Una targa sulla facciata ne menziona l’esistenza già prima del 1362, anno in cui apparteneva ai Monaci Cassinesi di S. Flora e Lucilla di Arezzo.
Nell’abside è tuttavia presente una pergamena che ricorda un particolare episodio verificatosi nel 1260 quando in occasione della Consacrazione di Santa Maria Degli Angeli, la prima Chiesa costruita presso il Santuario della Verna, sette vescovi provenienti da Roma per volere di Papa Alessandro IV furono costretti a fermarsi a dormire a Dama a causa di una tormenta di neve. Era il 13 maggio e grazie a questa anomala nevicata la Chiesa di San Lorenzo venne consacrata da sette vescovi.
La pergamena è firmata dai sette Vescovi intervenuti alla commemorazione della consacrazione della Chiesa di S. Maria degli Angeli.
La tradizione popolare ha mantenuto vivo nel corso del Novecento il ricordo di questo avvenimento attraverso feste paesane. Oggi gli anziani del posto ne conservano la memoria.